# Família Gordy
Os Gordy é uma família afro-americana de empresários da indústria músical e de executivos. Eles nasceram na Geórgia (estado dos EUA) - pais criadores Berry "Pops" Gordy, Sr. e Bertha Fuller Gordy e foi criado em Detroit, onde a maioria dos irmãos desempenhou um papel fundamental na aceitação internacional de rhythm and blues a música como um fenômeno de cruzamento na década de 1960. A realização é atribuível à criação de Motown, uma companhia fundada pelo sétimo mais velho irmão, Berry Gordy.

## Família gordy
- Nome: Gordy
- Etinia: afro-americana
- Região: Detroit Michigan
- Origem: United States
- Membros: Berry Gordy, Esther Gordy Edwards, Anna Gordy Gaye, Gwen Gordy Fuqua, Robert Gordy, Kerry Gordy, Rockwell, Rhonda Ross Kendrick, Redfoo, Denise Gordy, Bianca Lawson, Sky Blu (rapper), Mahogany *Lox*
- outros familiares: Bristol, Brown, Bullock, Marvin Gaye, Richard Lawson (ator), Wakefield, Harvey Fuqua, Jermaine Jackson, Rodney Kendrick
- Propriedade: Hitsville U.S.A. Motown Historical Museum

## Membros da família
- Berry "Pops" Gordy, Sr. (pai) – falecido
- Bertha Fuller Gordy (mãe) – falecida
- Fuller Gordy (irmão Mais velho #1) - falecido
- Esther Gordy (Irmã #2) - falecida
- Anna Ruby Gordy (Irmã #3) – falecida
- Loucye Gordy (Irmã #4) – falecida
- George Gordy (Irmão #5) – falecido
- Gwen Gordy (Irmão #6) – falecido
- Berry Gordy, Jr. (Irmão #7)
- Robert Gordy (Irmão #8)

## Empresários, músicos, artistas e executivos de gravação dentro da família

### Berry Gordy e Bertha
Como um casal, Berry e Bertha possuía várias empresas, incluindo um negócio de pintura de sucesso que eles estabeleceram, e uma empresa de construção. Berry, Sr. (ou Berry II) estabeleceu um Booker T. Washington mercearia em Detroit, enquanto Bertha co-fundador da Amizade Mutual Life Insurance Company. Mais tarde, Sr. Berry orientou vários actos de gravação para  Motown de seu filho rótulo.
Bertha morreu em 1975. Berry II morreu em 1978. Um álbum tributo, chamado Pops, nós amamos você! , E único, chamado de "Pops, We Love You (A Tribute to Pai)", foram lançado mais tarde nesse ano em sua memória

### Fuller Berry Gordy
O mais velho criança Gordy, Fuller B. Gordy (09 de setembro de 1918 - 09 de novembro de 1991), nascido na Geórgia, era um executivo ao lado de seus irmãos mais novos em seu irmão empresa de música Motown de Berry. Fuller também era um profissional no boliche. Sua filha Iris foi casada com o cantor Johnny Bristol

### Esther Gordy Edwards
A filha mais velha Gordy, Esther (25 de abril de 1920 - 24 de agosto de 2011), nascido na Geórgia, estabeleceu-se cedo no negócio como um ativista político para seu marido, Detroit político George Edwards. No final dos anos 1950, ela formou uma empresa de empréstimo o nome de seus pais; em 1959, ela ajudou seu irmão Berry com um empréstimo de US $ 800 a começar  Tamla Registros. Ela emprestado os recursos provenientes do fundo de matrícula da faculdade, seu pai tinha estabelecido para Berry. Edwards serviu como mentor, conselheiro e vice-presidente da sede da Motown de 1961 até 1972, quando se mudou Berry toda a operação para Los Angeles. Em 1985, ela fundou o Museu Histórico Motown no local das antigas Hitsville USA estúdios, onde muitos artistas de sucesso de gravação da Motown gravados. Esther morreu em 2011 na idade de 91.

### Anna Gordy Gaye
Embora ela é muitas vezes lembrado mais por seu casamento volátil a lenda da Motown Marvin Gaye, rubi de Anna Gordy (28 de janeiro de 1922 - 31 de janeiro de 2014), a terceira e última criança nascida na Geórgia antes da mudança da família para Detroit, foi um dos primeiros compositores da Motown, escrevendo vários hits principalmente para seu primeiro marido (e único). Anna também co-fundou um selo musical auto-nomeado (Anna Registros) que estabelecem registros da Motown a nível nacional, como Barrett Strong 's "Dinheiro (que é o que eu quero)". No final dos anos 1960 e início dos anos 1970, Anna co-escreveu os originais 'maiores sucessos, "Baby, eu sou For Real" e " The Bells ", ao lado de Marvin. Ela também co-escreveu " Deus é amor" e "Flying High (In the Sky amigável)" na famosa  O que está acontecendo álbum . Apesar de um divórcio litigioso em 1977, Gordy permaneceram amigos com Gaye até sua morte 1984, depois que Anna recuou em reclusão, única a sair brevemente para celebrar a carreira musical de Marvin, participando de cerimônias, incluindo 1.987 indução de Marvin para o Rock & Roll Hall of Fama. Anna morreu em 2014 na idade de 92.

### Loucye Gordy Wakefield
Outra empresária astuta, Loucye (1924 - 24 de julho de 1965) foi nomeado chefe do Jobete Música, principal divisão editorial da Motown Berry criado por. Loucye chefiou a divisão até sua morte repentina de câncer no cérebro em 1965. Seu irmão mais novo Robert sucedeu como chefe da editora. Na época de sua morte em 24 de julho de 1965, ela passou pelo nome Loucye S. Gordy Wakefield.

### George Gordy
George Weldon Gordy, Sr. (07 de janeiro de 1926 - 27 de julho de 2011) iniciou vários negócios de curto antes de se juntar rótulo Motown de seu irmão em 1960, onde foi co-autor de várias músicas lançadas por artistas da Motown. Por sua esposa Rosemary (que morreu em 1980), ele tem seis filhos e duas filhas.

### Gwen Gordy Fuqua
Outro membro importante do crescente sucesso da Motown foi Gwendolyn Gordy (26 de novembro de 1927 - 08 de novembro de 1999). Gwen parceria com seu irmão Berry e então namorado Billy Davis para co-pen vários hits para Jackie Wilson em meados dos anos 1950. Em 1959, Gwen, Billy e irmã Anna Anna formado Records, em Detroit. Anna seria o local onde a canção de sucesso, "Money (Isso é o que eu quero)", então um único regional para Tamla Records Berry, obteria sua primeira distribuição nacional. Dois anos mais tarde, Anna Records foi absorvida pela Motown. Em 1961, casou-se com Gwen The Moonglows 'Harvey Fuqua e os dois presidiu as etiquetas Harvey Recordes e Tri-Phi Fichas; este último rótulo representada atos como  The Spinners. Em 1964, Gwen se juntou a equipe de funcionários composições de Motown, depois de escrever "Distante Amante" por seu irmão-de-lei, Marvin Gaye, e descobrindo o grupo de disco High Inergy em 1976. Gwen morreu de câncer em 1999 com a idade de 72.

### Berry Gordy
Um ex-proprietário loja de discos boxer e jazz, Berry Gordy, Jr. (28 de novembro de 1929), começou a se envolver com a produção e escrever P & B canções em 1955. Dentre primeiros sucessos de composição de Gordy estavam músicas que ele escreveu como um- terceiro da equipe songwriting atrás Jackie Wilson 's primeiro legião de sucessos solo, incluindo "Reet Petite", "To Be Loved" e "só Teardrops". Em 1959, Gordy, farto de não ser royalties pagos por seu trabalho com Wilson e outros atos, decidiram formar uma gravadora. Ele convenceu sua irmã Esther para emprestar-lhe 800 dólares do fundo de propinas seu pai tinha estabelecido para ele e formou Tamla Records em janeiro daquele ano. O rótulo não se tornou nacional até mais tarde nesse ano após o sucesso de Barrett Strong 's "Money (Isso é o que eu quero)", eo rótulo mudou seu nome para a Motown Records em dezembro. Seu primeiro lançamento nacional foi The Miracles '"Way Over There". Depois de 1964, a Motown tornou-se uma das gravadoras mais bem sucedidos no negócio e "The Motown Sound", parcialmente cultivadas por Gordy, começou a dominar a música popular e cultura pop. Gordy da Motown Indústrias logo desenvolveu em 1968, que se desenvolveram especiais de televisão e shows de variedades. Em 1973, a Motown tinha produzido mais de 100 top ten e singles número um na Billboard e tornou-se a empresa de negócios preto de maior sucesso. Ao fundar a Motown Records, Gordy tornou-se o primeiro proprietário Africano-Americano de uma grande gravadora. Aposentou-se de ser presidente da Motown Records em 1973 e de Motown Industries em 1988; ele vendeu o interesse de Motown para 61 milhões dólares para MCA Records e Boston Ventures. Gordy foi empossado para o Rock & Roll Hall of Fame por suas realizações musicais do mesmo ano, ele vendeu Motown.

### Robert Gordy
Robert Louis Gordy (1931 -) é mais conhecido por interpretar uma participação especial no Diana Ross - estrelado por veículo Lady Sings the Blues , jogando um traficante de drogas chamado "Hawk". Também um compositor precoce de várias canções para o selo Motown, Gordy gravou um hit novidade 1958, intitulado "Todos estavam lá", sob o nome artístico Bob Kayli. Ele substituiu Loucye Gordy como chefe de Jobete Music Publishing em 1965 após a morte de Loucye. Gordy é o pai de Robert Louis Gordy, Jr.

## Grupos de música formados e constituídos por membros da família

### Apollo
Um quinteto formado por Kerry Gordy e seus amigos. Também neste grupo era meio-irmão de Kerry Cliff Liles, um filho por  Raynoma Mayberry Liles e Charles Liles.

### LMFAO
Um duo constituído por Skyler Austen (" Sky Blu") Gordy (nascido em 23 de agosto de 1986), neto de Berry Gordy, Jr. e Thelma Coleman através de seu filho Berry Gordy IV e sua esposa Valerie Robeson, e Stefan Kendal ("Redfoo") Gordy (nascido em 03 de setembro de 1975), filho de Berry Gordy, Jr. e Nancy Leiviska.

## Outros membros da família

### Iris Gordy
Iris Gordy (1943 -) serviu como vice-presidente da Motown, onde ela ajudou a lançar as carreiras de DeBarge, Teena Marie e Rick James. Ela atualmente faz parte do conselho do Rhythm and Blues Foundation
Iris é a filha de Fuller Gordy.

### Kerry Gordy
Filho de Berry Gordy Jr., e sua segunda esposa, Raynoma Mayberry, era um membro da banda  Apollo, que lançou um álbum em Gordy Records, em 1979. Mais tarde, ele trabalhou como um escritor pessoal e produtor na Motown sob seu nome dado, Kerry Ashby. Ele continua a trabalhar como um executivo da indústria de entretenimento hoje.

### Rockwell(músico)
Filho de Berry Gordy, Jr. e ex-namorada Margaret Norton, William Kennedy Gordy mudou seu nome para Rockwell em 1983 para se tornar uma estrela do rock. A cantora, que ganhou seu contrato com a Motown, sem o conhecimento de seu pai, registrou seu maior hit de 1984 de "Alguém está olhando-me", que incluiu vocais de fundo Michael Jackson. A canção subiu para número dois na   Billboard  Hot 100. Rockwell acabou por ser um one-hit wonder e depois mais dois álbuns, que se aposentou da música no final de 1980.

### Rhonda Ross Kendrick
Filha de Berry Gordy, Jr. e Diana Ross, ganhou fama Rhonda como atriz, pela primeira vez na novela diurna   Outro Mundo  para o qual ela foi nomeada para um Daytime Emmy e mais tarde em filmes como   O Temptations , onde jogou Temptations membro original  Paul Williams 'esposa. Mais tarde, ela embarcou em uma carreira jazz, que continua até hoje.

### Redfoo
Filho de Berry Gordy, Jr. e Nancy Leiviska, Stefan Kendal Gordy é mais conhecido pelo seu nome artístico Redfoo. Ao lado de seu sobrinho Skyler Gordy, que se é conhecido como Sky Blu, ele é um cantor, rapper e dançarino mais conhecido como parte do duo musical LMFAO. Os dois criaram o seu ato em 2006 e, desde então, lançou dois álbuns de estúdio.

### Denise Gordy
Filha de George e Rosemary Gordy, irmã de George Jr e Patrice Gordy (entre outros), mãe de Marvin Gaye III e Bianca Lawson, e avó de Marvin Gaye IV e Dylan. Denise apareceu na televisão e produções teatrais ao longo dos anos 1970 e 1980.

### Bianca Lawson
Filha de Denise Gordy e Richard Lawson, Bianca, como seus pais, alcançou a fama como uma aspirante a atriz que aparece em inúmeras produções de televisão e lançamentos cinematográficos. Apareceu ao lado de Rhonda Ross Kendrick na minissérie de televisão   The Temptations  como Diana Ross.

### Sky Blu(rapper)
Filho de Berry Gordy IV (filho de Berry Gordy) e Valerie Robeson, Skyler Gordy Austen é mais conhecido pelo seu nome artístico Sky Blu. Juntamente com o seu tio Stefan Gordy, que ele próprio é conhecido como Redfoo, ele é uma cantora, rapper e dançarino mais conhecido como parte do duo musical LMFAO. Os dois criaram o seu ato em 2006 e, desde então, lançou dois álbuns de estúdio. Ele também é o irmão de Mahogany Cheyenne Gordy (nascido em 4 de outubro de 1994).

## Os laços familiares
Os Gordy em que algumas vezes tenham sido ligados a outros músicos famosos e outros notáveis ao longo dos anos, principalmente através de Berry Gordy, seja através de casamento ou de relações:
- Johnny Bristol: casou a sobrinha de Berry Gordy Iris Gordy
- Marvin Gaye: casado de Berry Gordy irmã Anna Gordy, em 1962; divorciaram em 1977
- Richard Lawson (actor): foi casado brevemente com a sobrinha de Berry Gordy Denise Gordy
- Harvey Fuqua: irmã casada Gwen Gordy, em 1961; divorciaram em 1968
- Jermaine Jackson: casou-se com a filha de Berry Gordy Hazel Gordy, em 1973; divorciaram em 1988
- Raynoma Mayberry Liles: casado com Berry Gordy from 1960-1964
- Diana Ross: datado de Berry Gordy entre 1965 e 1970
- Rodney Kendrick: casado Berry Gordy ea filha de Diana Ross
- Bessie Lillian Gordy mãe do ex-presidente Jimmy Carter: Ela é meio biológica de primeira primo de Berry Gordy, Sr.

## Nota
Como existem muitos membros da família Gordy, somente membros da família notáveis estão incluídos nesta lista.